# Ajijahe
Ajijahe is een bestuurslaag in het regentschap Karo van de provincie Noord-Sumatra, Indonesië. Ajijahe telt 1370 inwoners (volkstelling 2010).